# A26 (motorväg, Tyskland)
A26 är en motorväg som ligger i norra Tyskland. Man beräknar att vägen kan vara helt utbyggd tidigast år 2018.

## Trafikplatser
|  | Nr | Skyltning                                            |
|  |    | Drochtersen (T-korsning, planerad)                   |
|  |    | Drochtersen (Planerad)                               |
|  |    | Kehdinger Land (Planerad)                            |
|  |    | Stade-Nord (Planerad)                                |
|  | 2  | Stade-Süd                                            |
|  | 3  | Stade-Ost                                            |
|  | 4  | Dollern                                              |
|  |    | Lühebrücke (176 m)                                   |
|  | 5  | Horneburg                                            |
|  | 6  | Jork (Klar 2014)                                     |
|  |    | Este (Klar 2014)                                     |
|  | 7  | Buxtehude (Klar 2014)                                |
|  | 8  | Neu Wulmstorf (Klar 2020)                            |
|  |    | Hamburg-Süderelbe (Fyrvägskorsning, planerad) E 45   |
|  |    | Hamburg-Moorburg (Planerad)                          |
|  |    | Süderelbe (400 m)                                    |
|  |    | Hamburg-Hohe Schaar (Planerad)                       |
|  |    | Hamburg-Wilhelmsburg-Süd (T-korsning, planerad) E 45 |
|  |    | Kornweide (900 m)                                    |
|  |    | Hamburg-Stillhorn (T-korsning, planerad) E 22        |